# Les Thibault (mini-série, 2003)
Pour les articles homonymes, voir Les Thibault (homonymie).
Les Thibault est un feuilleton télévisé française en quatre épisodes de 90 minutes, adaptée par Jean-Claude Carrière, Joëlle Goron et Jean-Daniel Verhaeghe du cycle romanesque éponyme de Roger Martin du Gard et diffusée à partir du 28 octobre 2003 sur France 2.

## Synopsis
Deux familles, l’une catholique dont le père est un despote, les Thibault, l’autre protestante et libérale dont le mari a quitté le domicile conjugal, les Fontanin.

## Distribution
- Jean Yanne : Oscar Thibault
- Jean-Pierre Lorit : Antoine Thibault
- Malik Zidi : Jacques Thibault
- Geordy Monfils : Jacques Thibault (adolescent)
- Florence Pernel : Thérèse de Fontanin
- Didier Bezace : Jérôme de Fontanin
- Julie Delarme : Jenny de Fontanin
- Alice Olive : Jenny de Fontanin (jeune)
- Nicolas Vaude : Meynestrel
- Amira Casar : Rachel
- Clément Sibony : Daniel de Fontanin
- Jérôme Hardelay : Daniel de Fontanin (adolescent)
- Estelle Vincent : Gise
- Nadia Barentin : Mademoiselle De Waize
- Isabel Otero : Anne de Battaincourt
- Pierre Vernier : Abbé Vecard
- Florence Darel : Noëmie
- Marcel Dossogne : Chasle
- Jacques Spiesser : Docteur Hequet
- Nicolas Marié : Faisme, le directeur du pensionnat de Crouy
- Johan Leysen : Hirsch
- Adélaïde Bon : Nicole
- Marie Sambourg : Nicole adolescente
- Wioletta Michalczuk : Lisbeth
- Pascal Germain : le médecin
- Delphine Zentout : Rinette
- Fiona Mauduy : Dédette
- Jacques Collard : le coiffeur
- Isabelle Bouysse : la concierge Fontanin
- Valérie Lods : la patronne de l’hôtel
- Roger Dumas : Jalicourt
- Julien Bichet : Alexandre Dourel
- Roger Jacquet : Jaurès
- Jean-Pierre Coffe : Rumelles
- Bernard Haller : le proviseur
- Alexandre Brasseur : Mithoerg
- Damien Dorsaz : Paterson
- Hubert Saint-Macary : professeur Philip
- Émilie Lafarge : Alfreda

## Épisodes
- Le Cahier gris
- La Belle Saison
- La Mort du Père
- L’Été 14

## Commentaires
En 2002, Jean-Daniel Verhaeghe envisageait de tourner avec Claude Jade (née en 1948) dans le rôle de Thérèse de Fontanin. Finalement, le personnage ayant été rajeuni pour l'adaptation, c'est Florence Pernel (née en 1966) qui a été choisie.
Cette mini-série constitue la dernière apparition à l'écran de Jean Yanne, dont la mort sera précisée le jour de la diffusion du premier épisode.